# Lac O'Sullivan
Pour les articles homonymes, voir O’Sullivan.
Le lac O’Sullivan est un plan d'eau douce du territoire non organisé de Lac-Lenôtre, dans la municipalité régionale de comté (MRC) de La Vallée-de-la-Gatineau, dans la région administrative de l'Outaouais, au Québec, au Canada.
Le lac O’Sullivan constitue le lac de tête de la rivière Bélinge. Ce lac est situé entièrement en zone forestière. La surface du lac est généralement gelée du début décembre à la mi-avril. La foresterie constitue la principale activité économique de ce secteur.

## Géographie
L'embouchure du lac O’Sullivan (côté Sud-Est du lac) se situe à :
- 42,7 km au Nord-Est de la confluence de la « rivière Bélinge » ;
- 43,8 km au Sud-Est du Lac Camachigama ;
- 138,2 km au Sud-Est de Senneterre (ville) ;
- 33,7 km au Nord-Est d’une baie du réservoir Cabonga[1].

Le lac O'Sullivan qui comporte une vingtaine d'îles et de nombreuses baies, est situé au Sud du lac des Augustines
Les principaux bassins versants autour du lac O’Sullivan sont :
- côté Nord : ruisseau Bear, rivière des Outaouais, lac des Augustines ;
- côté Est : Lac Winchell, lac McLennan, rivière Wapus ;
- côté Sud : Lac Lenôtre, rivière Bélinge ;
- côté Ouest : rivière Wahoo, lac Gaudois, lac Doré.

Le lac O’Sullivan est alimenté par :
- côté nord : décharge du Lac des Augustines, via le lac Clatouche ;
- côté est : décharge des lacs Candy et Aird ;
- côté sud : décharge du lac Gallipoli ;
- côté Ouest :

## Toponymie
Le toponyme « lac O’Sullinva » évoque Henry O'Sullivan un arpenteur renommé qui a mené des expéditions d'exploration de ce territoire. L’ouvrage “Fifth Report of the Geographic Board of Canada 1904”, publié à Ottawa en 1905, page 47 indique : « O'Sullivan ; lake, at headwaters of Ottawa river, Montcalm county. Que. ». Arpenteur-géomètre, géologue et explorateur pour le compte du gouvernement du Québec, Henry O’Sullivan a exploré une grande partie du Labrador, de la Gaspésie, tout le territoire au nord de Québec, y compris les lacs localisés entre ceux Mistassini et Chibougamau, ainsi que toute la grande région drainée par les rivières Nottaway et Rupert, la baie James, les régions de l'Ungava et de l'Abitibi. Né à Sainte-Catherine comté de Portneuf, Henry O’Sullivan a fait ses études à l'Université Laval où il prit ses degrés en 1869. Décédé le 27 mars 1912, ses funérailles ont été célébrées à la Jeune-Lorette (Loretteville).
Le toponyme "lac O’Sullivan" a été officialisé le 5 décembre 1968 à la "Banque des noms de lieux" de la Commission de toponymie du Québec.

## Référence
1. ↑  Atlas du Canada publié sur Internet par le Ministère des ressources naturelles du Canada.
2. ↑  Source : « Bulletin de la Géographie de Québec », 1912, pages 195-196.
3. ↑  45936 Commission de toponymie du Québec - Banque des noms de lieux - Toponyme: "Lac O’Sullivan"